# Brookeville
Brookeville és una població dels Estats Units a l'estat de Maryland. Segons el cens del 2000 tenia 120 habitants.

## Demografia
Segons el cens del 2000, Brookeville tenia 120 habitants, 44 habitatges, i 30 famílies. La densitat de població era de 356,4 habitants per km².
Dels 44 habitatges en un 38,6% hi vivien nens de menys de 18 anys, en un 52,3% hi vivien parelles casades, en un 11,4% dones solteres, i en un 31,8% no eren unitats familiars. En el 18,2% dels habitatges hi vivien persones soles el 9,1% de les quals corresponia a persones de 65 anys o més que vivien soles. El nombre mitjà de persones vivint en cada habitatge era de 2,73 i el nombre mitjà de persones que vivien en cada família era de 3,2.
Per edats la població es repartia de la següent manera: un 25,8% tenia menys de 18 anys, un 7,5% entre 18 i 24, un 30% entre 25 i 44, un 26,7% de 45 a 60 i un 10% 65 anys o més.
L'edat mediana era de 39 anys. Per cada 100 dones de 18 o més anys hi havia 85,4 homes.
La renda mediana per habitatge era de 88.629 $ i la renda mediana per família de 93.444 $. Els homes tenien una renda mediana de 80.000 $ mentre que les dones 61.875 $. La renda per capita de la població era de 43.483 $. Entorn del 7,1% de les famílies i el 5,5% de la població estaven per davall del llindar de pobresa.

## Poblacions més properes
El següent diagrama mostra les poblacions més properes.